# مسابقات فرمول یک فصل ۱۹۸۰
مسابقات فرمول یک فصل ۱۹۸۰ در سال ۱۹۸۰ میلادی برگزار شد. در این مسابقات آلن جونز (به انگلیسی: Alan Jones) از تیم ویلیامز و با خودروی فورد به قهرمانی رسید وی که در آغاز مسابقه در خط ۳ قرار داشت، بهترین زمان خود را در دور ۵ به دست آورد و در مجموع صاحب ۶۷ امتیاز شد.